# 瀬上純
瀬上 純（せのうえ じゅん、1970年8月2日 - ）は、宮城県宮城郡松島町出身のギタリストであり、ゲームミュージック作曲家。セガグループ（セガゲームス、セガ・インタラクティブ）のゲーム『ソニック・ザ・ヘッジホッグシリーズ』の楽曲を手がけている。1993年セガ（後のセガゲームス）入社。ウェーブマスター所属を経て、2015年時点でセガゲームス所属。青山学院大学経済学部卒業。また、ハードロックバンド『Crush 40』のギタリストとして活躍しており、同バンドの楽曲『Live and Learn』の生みの親である。現在、HR/HM専門月刊誌"『BURRN!』にてコラム『Open Your Heart』を不定期に掲載している。

## 略歴
両親共に趣味で音楽をやっていたため、物心つく前から音楽に興味を持ち始めていた。3歳の頃にヤマハの幼児科コースにエレクトーンを習いに通い始める。12歳のときに両親の仕事の都合でパナマに引っ越す。中学の頃から洋楽に興味を持ち始め、デュラン・デュランのベーシストであるジョン・テイラーに惹かれてベースを弾くようになる。そして高校の頃にはハードロック・ヘヴィメタルブームが到来し、ナイト・レンジャーの影響を受けギターを始めるようになる。
大学在学中は、とりあえず大学に通っておこうといった感じで、アルバイトとバンド活動ばかりをしながら目標の見えない日々を過ごしていた。そんな中、友人がふと『ゲーム業界とかだったら安定した仕事で曲を作れるよな。』と発言し、『あぁそうか、音楽と関係のない仕事をするよりはいいかな。』と思いゲーム業界に入ってみようと決意する。当時ブームになっていたソニックシリーズに携わりたいという思いから、学生時代やっていたバンドの自分の曲のデモテープをセガに送ってみたところ、採用になった。デビュー作は『ソニック・ザ・ヘッジホッグ3』。
1998年発売のソニックアドベンチャーのメインテーマソングである『Open Your Heart』のボーカルに、元ハードラインのジョニー・ジョエリを起用。ギターテクニックを駆使したハードなサウンドにジョニーのハスキーヴォイスが見事にマッチし、ゲーマーからとても高い評価を得た。それがきっかけとなりCrush 40が結成へ向かうこととなる。
2000年よりウェーブマスター所属となり、サンフランシスコにあるスタジオUSAに勤務するようになる。
2008年に帰国。同年10月12日には東京ゲームショウ2008にてジョニーと共にフィナーレライブを開催した。
2009年に自身の初CD化音源や入手困難な音源をまとめたオムニバスアルバム「JUN SENOUE - THE WORKS」を発売した。
2016年・2017年にポール・ショーティノ（ex.ラフ・カット、クワイエット・ライオット）来日公演にライブメンバーとして参加。
楽曲の著作権者名には、国内外問わず『Jun Senoue』名義を使用している。

## 人物
既婚である。趣味はドライブ・ショッピング。とにかく音楽が好きであり、暇さえあれば常に楽曲制作に取り組んでいる。自称『メタルマニア』。楽器経験豊富で、ギター・ベース・キーボードを弾きこなせる。非常に数多くのオリジナルエレクトリック・ギター（ESP製カスタムギター）を所有している。今までで一番気合が入っていた仕事は『ソニックアドベンチャー2』開発プロジェクト。
YouTubeには自分の楽曲のプレイ動画を投稿。ライブ時に観客と握手をしたりオリジナルピックを配布したりしている。エリック・マーティン、テッド・ポーリー等といった、世界の著名アーティストと親交があり、度々共演している。

## エピソード
『デイトナUSAサーキットエディション』では、MR. BIGのエリック・マーティンと共同で楽曲制作にあたった。
2003年発売の『ソニックヒーローズ』のメインテーマソングに『What I'm Made of...』の原型を提供したところ、イメージにそぐわないと開発チームどころかもっと上の人たちにも大不評だったらしい。そのため同作のラスボスのテーマソングとして置き換えてみたという。
2009年発売の『ソニックと暗黒の騎士』のメインテーマ『Knight of the Wind』のサポートメンバーは、2001年発売の『ソニックアドベンチャー2』のメインテーマ『Live and Learn』と同じ種子田健（ベース）とkatsuji（桐田勝治・ドラムス）である。これについて彼は、久しぶりのソニックの復帰とあって、一番気合いが入っていたソニックアドベンチャー2開発プロジェクトの際の感動をもう一度、むしろそれ以上の曲に仕上げたかったからだと語っている。

## 作品

### オリジナルアルバム
- THE WORKS
- THE WORKS II

### メインで関わった作品
- ソニックアドベンチャー
- ソニックアドベンチャー2
- ソニックヒーローズ
- シャドウ・ザ・ヘッジホッグ
- ソニックと暗黒の騎士
- ソニック・ザ・ヘッジホッグ4 エピソードI
- ソニック ジェネレーションズ

### その他ゲーム楽曲提供、ゲームサウンド担当作品
- ソニック・ザ・ヘッジホッグ3
- ソニック&ナックルズ
- ソニック3Dブラスト
- ソニック・ザ・ヘッジホッグ(2006)
- ソニックライバルズ
- ソニックライバルズ2
- ソニック フリーライダーズ
- カオティクス
- ロックマンメガワールド
- セガラリー2
- セガラリー2006
- ビクトリーゴール
- ビクトリーゴール'96
- ビクトリーゴール'97
- ビクトリーゴール ワールドワイドエディション
- セガワールドワイドサッカー98
- ゲームのかんづめ
  - ゲームのかんづめ Vol.1
  - ゲームのかんづめ Vol.2
- メタルヘッド
- プロ野球チームを作ろう!3
- Jリーグプロサッカークラブをつくろう！5
- プロ野球チームをつくろう!2（DS）
- F1 ワールドチャンピオンシップ1993　ヘブンリー・シンフォニー
- ナスカー アーケード
- デイトナUSAサーキットエディション
- 頭文字D Special Stage
- アウトラン2スペシャルツアーズ
- ナイツ 〜星降る夜の物語〜
- 大乱闘スマッシュブラザーズX（ANGEL ISLAND ZONEの編曲）
- マリオ&ソニック AT バンクーバーオリンピック（Wii）
- マリオ&ソニック AT ロンドンオリンピック（Wii、3DS）
- マリオ&ソニック AT ソチオリンピック
- 電撃文庫 FIGHTING CLIMAX
- マリオ&ソニック AT リオオリンピック（3DS）
- チェインクロニクル
- ファンタシースターオンライン2
- 大乱闘スマッシュブラザーズ SPECIAL（ロックマン4メドレーの編曲担当）

## 音楽関連作品
サントラCDなどを除く瀬上が関係した作品
- メタルっち : メタルっちゃ!
- まんが日本メタルばなし（松島純蔵名義）
- Eric Martin : I Love The Way You Love Me
- メタルフォーク : メタルフォークジャンボリー
- スーパーロボット大戦 ヴォーカルアルバム
- rest in peace～Thanks to cozy～
- Tribute To Coy Powell
- SONIC ADVENTURE: Songs With Attitude
- SONIC ADVENTURE: Remix
- SEGA Racing Best
- ラジオDC
- Sega Rally 2 Re-Arrange Album another entries
- SONS OF ANGELS: Thrill Of The Feel
- SONIC ADVENTURE 2: Cuts Unleashed - Vocal Collection
- Space Channel 5 Part 2: Remix
- Rock The Bones
- CRUSH 40
- II (HARDLINE)
- READY!（野田順子とのコラボ作）
- TRIPLE THREAT:SONIC HEROES VOCAL TRAX
- LOST AND FOUND~SHADOW THE HEDGEHOG VOCAL TRAX
- SONIC THE HEDGEHOG VOCAL TRAXX/SEVERAL WILLS（All Hail Shadow,His Worldのアレンジ楽曲提供）
- TRUE BLUE:THE BEST OF SONIC THE HEDGEHOG
- Sonic and the Black Knight VOCAL TRAX "FACE TO FAITH"
- Leaving The End Open（HARDLINE）
- THE BEST OF CRUSH 40 - SUPER SONIC SONGS
- SONIC FREE RIDERS ORIGINAL SOUNDTRACK/BREAK FREE

## 出演
- ソニックアドベンチャー制作発表会
- 東京ゲームショウ1997春
- 東京ゲームショウ2004 フィナーレライブ
- 東京ゲームショウ2008 フィナーレライブ

### ラジオ番組
- ラジオDC（2004年2月10日,3月2日,3月10日）
- キャプテン和田の劇的メタル（2008年3月14日,2009年4月24日,2012年2月10日出演）